# 船板胡同
39°54′07″N 116°24′52″E / 39.90201111111111°N 116.414475°E

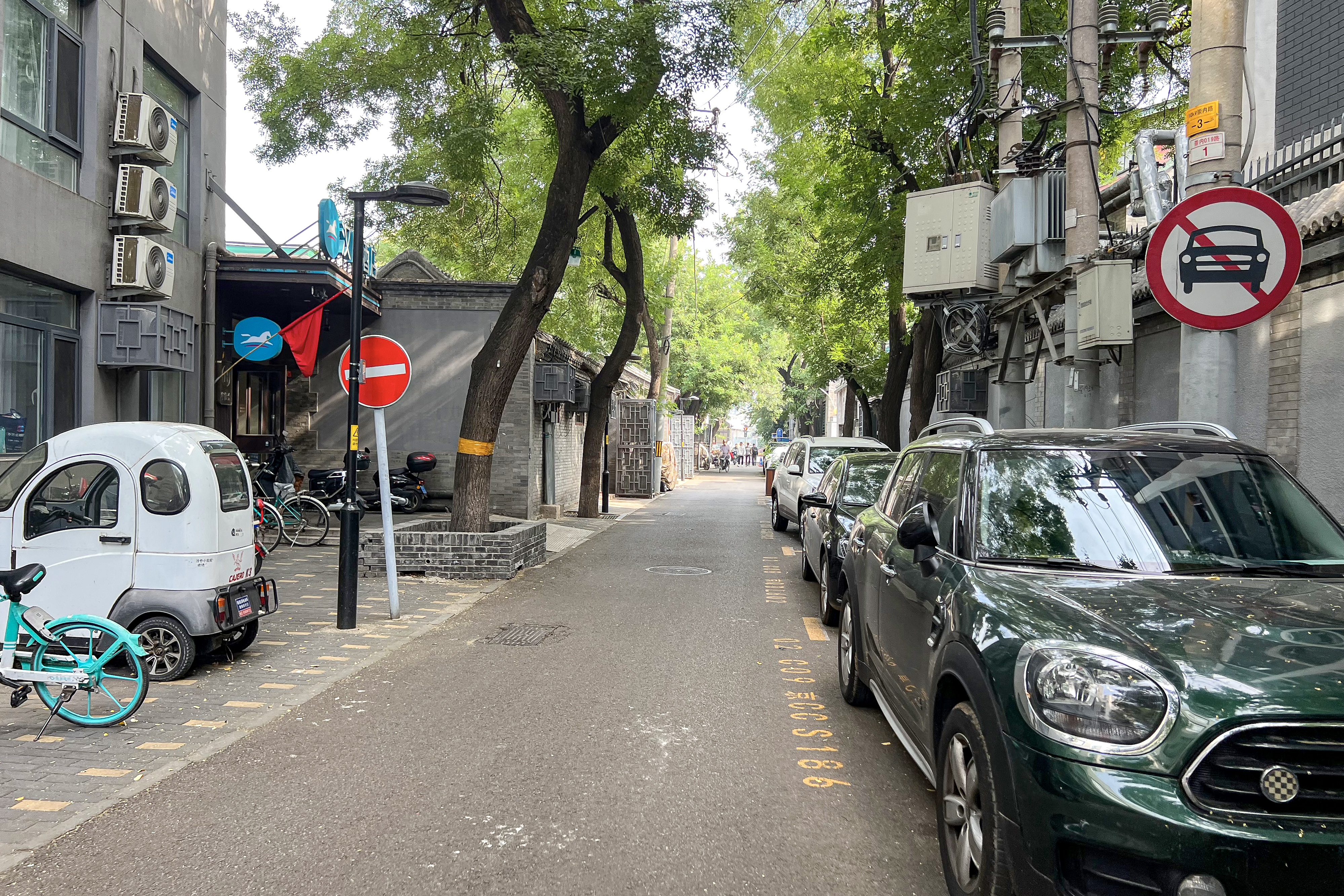
船板胡同与西镇江胡同交叉处以东

船板胡同位于中國北京市东城区中部建国门街道，与原崇文区北端的交界处，西北起为崇文门内大街，东南到崇文门东顺城街。此地曾盛有造船厂，因而得名船板胡同。
19世纪末，美国基督教“美以美会”曾于此建立教堂，并设“蒙学馆”一所，名培元斋。1885年，此馆扩建为包括小学、中学、大学的怀理书院并于1888年改校名为汇文书院，分文、理、神、医、艺术等科。义和团运动时，学校因系教会学校，教学设备遭到破坏，后重建校舍，先后盖起了德本斋、德厚斋等学生宿舍楼。民国七年，即1918年，汇文学校大学部和在京其他教会学校合并，定名燕京大学，迁往海淀。原校址只留中学部和小学部，更名汇文中学和汇文一小。其中盔甲厂校舍转交给汇文一小；崇内船板胡同的汇文大院，留下大学预科和中学两部，由中国人高风山任校长。1959年，因建北京火车站，占用了大部分校舍，汇文中学遂迁至崇文门外培新街。
2003年，为建设北京站无柱雨棚及地下行包房，北京站西街以东的船板胡同东侧建筑被拆除，其中包括在汇文中学旧址仅存部分办学的北京市第一二六中学，此后的北京地下直径线工程使得船板胡同东段彻底消失。
原北京铁路职工子弟第一小学位于船板胡同与小报房胡同之间（门牌后改为小报房胡同63号），2006年7月并入东交民巷小学，成为其东校区。